# Perfect dla Polpharmy
Perfect dla Polpharmy – promocyjna kompilacja zespołu Perfect wydana w 2004 przez Universal Music Group. Płyta została wydana na promocyjne potrzeby firmy produkującej leki i farmaceutyki o nazwie Polpharma.

## Spis utworów[1]
1. „Autobiografia”
2. „Chcemy być sobą”
3. „Niewiele Ci mogę dać”
4. „Nie płacz Ewka”
5. „Idź precz”
6. „Niepokonani”
7. „Kołysanka dla nieznajomej”
8. „Ten moment”
9. „Nie wolno”
10. „Wyznanie lwa”
11. „Ale wkoło jest wesoło”
12. „Inny kraj”